# Charles-Auguste de Bériot

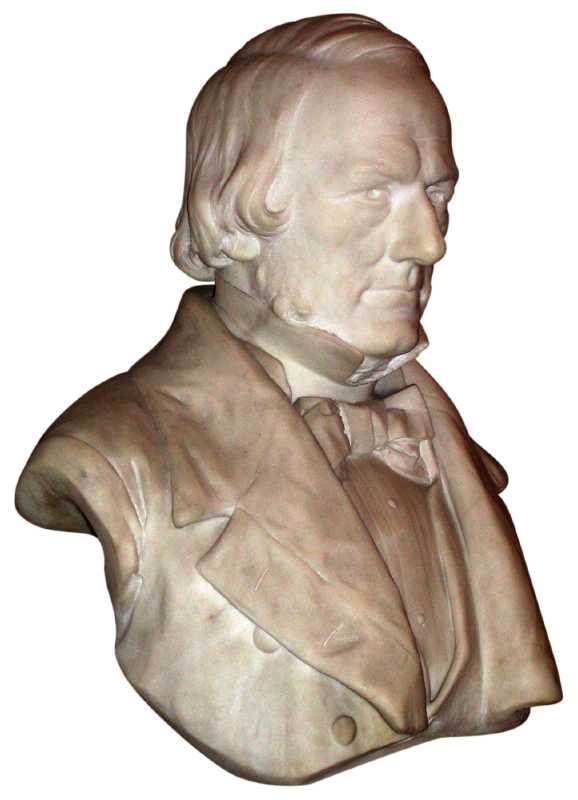
Byst föreställande Charles-Auguste de Bériot.

Charles-Auguste de Bériot, född 20 februari 1802 i Louvain, död 8 april 1870 i Bryssel, var en belgisk violinist.
Bériot var en tid lärjunge hos Pierre Baillot i Paris. Han blev slutligen 1843 professor i violinspel vid konservatoriet i Bryssel, men hade innan dess även företagit en rad konsertresor. 
Bériot var skapare av den moderna så kallade fransk-belgiska violinskolan. Som tonsättare komponerade han för violin, samt utgav en violinskola, Méthode de violin (1858).